# Зуб (биология)

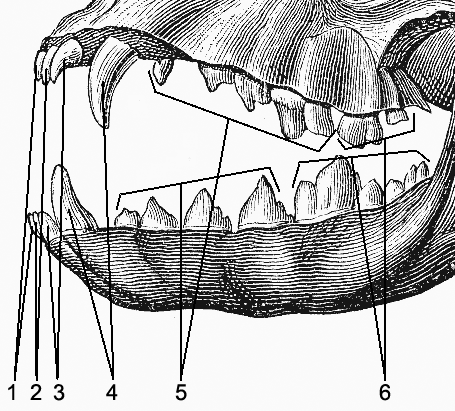
Зубы собаки: 1, 2, 3 — резцы, 4 — клыки, 5 — премоляры, 6 — моляры

Зуб — костное образование, во множестве расположенное в ротовой полости большинства позвоночных (у некоторых рыб зубы есть и в глотке). Зубы предназначены для захвата, удержания и пережёвывания пищи, кроме того у хищников они используются ещё и для её разрывания, а у некоторых животных (слоны, моржи и другие) имеются особые зубы — бивни, которые используются в качестве орудия для добывания пищи, а также в качестве оружия для защиты или нападения.
Зубы произошли из плакоидных чешуй рыб. Они закладываются у зародыша в виде эпителиальной складки — «зубной пластинки». Самая простая форма зубов — коническая, характерна для большей части рыб, земноводных и пресмыкающихся. У млекопитающих зубы обладают жевательной функцией, поэтому их форма усложнена и они дифференцированы по форме (гетеродонтизм) на резцы, клыки и моляры (коренные зубы).

## Строение

Строение зуба человека

У зуба есть три анатомические части: вершина (другое название — коронка), шейка и корень (или корни). Зуб, в основном, состоит из дентина, покрытого в области коронки эмалью, а в области шейки и корня (у млекопитающих) — цементом. Внутри зуба есть полость — полость зуба, заполненная зубной мякотью, или пульпой. Полость зуба переходит в корневой канал, который оканчивается верхушечным, или апикальным отверстием.
По способу прикрепления зубы позвоночных делятся на акродонтные, плевродонтные и текодонтные. Акродонтные зубы крепятся к поверхности челюсти и характерны для большинства костистых рыб и гаттерии, встречающиеся у многих ящериц плевродонтные — к её внутренней поверхности, а текодонтные зубы сидят в глубоких ячейках, называемых альвеолами, и характерны для млекопитающих и некоторых других групп позвоночных.

## Разнообразие

### Рыбы
Зубы рыб размещаются в мягких тканях и на костях ротовой полости, а также на жаберных дугах (глоточные зубы).

### Земноводные

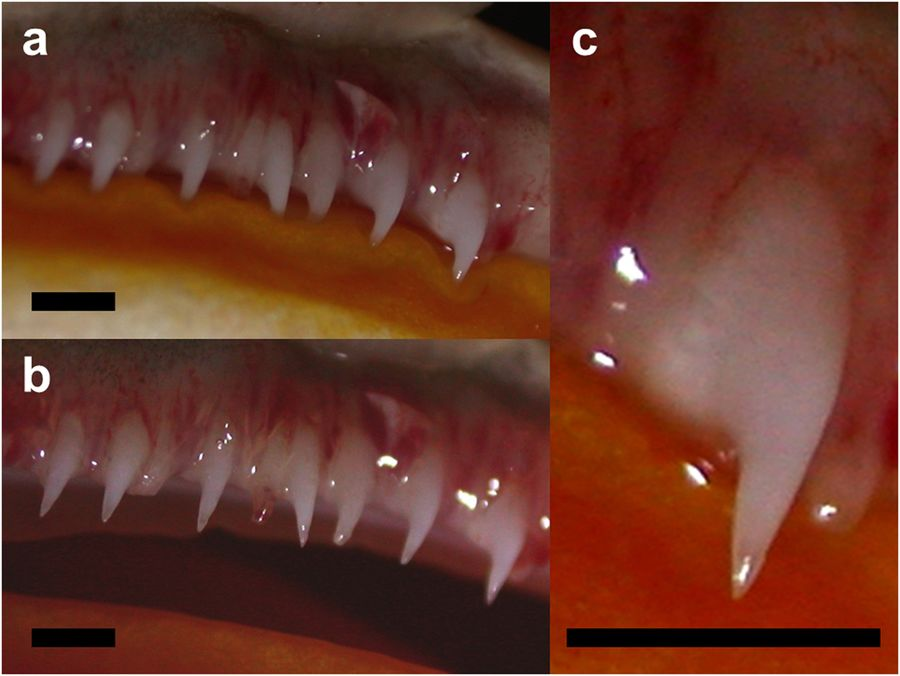
В отличие от многих земноводных, зубы чакской рогатки являются непедицеллярными

У современных взрослых земноводных зубы могут располагаться на предчелюстных, верхнечелюстных, нёбных и зубных костях, а также на сошниках. На челюстях они плевродонтные, а на элементах нёбного комплекса — акродонтные. У взрослых амфибий зубы покрыты настоящей эмалью и имеют заострённую изогнутую форму, а в поперечном сечении выглядят как двояковыпуклая линза. Обычно зубы двувершинные, при этом вершина, расположенная с лабиальной (внешней) стороны, меньше. У некоторых земноводных, например пиповых, некоторых безлёгочных саламандр и безногих амфибий, зубы одновершинные, а у некоторых бесхвостых из семейств круглоязычных, веслоногов, квакш и прыгуний, а также у серебристо-голубой амбистомы они трёхвершинные.
Практически у всех современных земноводных зубы относятся к так называемому педицеллярному типу, для которого характерна зона слабого обызвествления между основанием и коронкой, образованная коллагеновыми волокнами. При этом основание зуба длиннее коронки и плотно срастается с костью.
У личинок хвостатых и безногих земноводных зубы одновершинные, покрыты не настоящей эмалью, а энамелоидом, не имеют режущей кромки и не делятся на основание и коронку. У личинок бесхвостых настоящие зубы отсутствуют, вместо них образуются роговые зубчики.

### Пресмыкающиеся
Зубы пресмыкающихся часто прирастают к челюстям. Зубы крокодилов находятся в альвеолах челюстей, а у ядовитых змей в верхней челюсти присутствуют ядовитые зубы (они снабжены каналом, связанным с ядовитой железой). У современных черепах зубы отсутствуют, а их функцию выполняют режущие края роговых челюстей.

### Птицы
Современные птицы также лишены зубов, но их имели ископаемые формы (гесперорнисы). В 2006 году был проведён успешный эксперимент по активации у домашних кур генов, ответственных за формирование зубов, в результате чего были получены цыплята с зубами.

### Млекопитающие
Зубы млекопитающих располагаются в ротовой полости, у некоторых они постоянны (монофиодонтизм), у других сменяются много раз (полифиодонтизм), а у большинства (включая человека) молочные зубы сменяются постоянными (дифиодонтизм). Иногда некоторые зубы не развиваются, и частичная редукция зубной системы приводит к образованию диастемы. В связи с функциональными особенностями некоторые зубы обладают значительным или постоянным ростом. Это, например, верхние резцы грызунов и бивни хоботных.
Число зубов разной формы, характерное для определённого млекопитающего, выражается зубной формулой. Исходное количество зубов у плацентарных млекопитающих — 44. У многих уменьшено число резцов и коренных, поэтому количество зубов снижено, так, у лемуров и цепкохвостых обезьян их 36, а у человека — 32.

## Значение зубов для систематики
Зуб также является одной из важных регистрирующих структур в биологии и дает возможность определить возраст млекопитающего, его рацион и условия жизни. Строение зубов — один из важнейших признаков в систематике позвоночных, в том числе ископаемых гоминид. Ископаемые зубы, сохраняющиеся намного лучше других ископаемых остатков, сыграли большую роль при решении проблемы происхождения человека. Отличия в деталях морфологии зубов у разных групп людей наряду с другими антропологическими данными применяются для решения проблем происхождения человеческих рас и других этнических групп.